# フラバン-4-オール
フラバン-4-オール(Flavan-4-ol)は、フラボン誘導体のアルコールで、フラボノイドの一種である。フラバン-4-オールは無色であるが、重合すると赤いフロバフェン色素を形成する。ソルガムに含まれる。配糖体は、ヒメシダ科のAbacopteris penangianaの地下茎のメタノール抽出物から単離される。

## 既知のフラバン-4-オール
- アピフォロール
- ルテオフォロール

## 代謝
フラバノン-4-レダクターゼは、(2S)-フラバン-4-オールとNADP+から(2S)-フラバノン、NADPH、H+を合成する酵素である。

## スペクトルデータ
564nmに極大の吸収線を持つ。